# جوزفین کرنگل
جوزفین کرنگل (انگلیسی: Josefine Krengel؛ زادهٔ ۳۱ مهٔ ۱۹۸۱) بازیکن فوتبال اهل آلمان است.
از باشگاه‌هایی که در آن بازی کرده‌است می‌توان به باشگاه فوتبال زنان بایرن مونیخ و باشگاه فوتبال ۱.اف‌اف‌سی توربین پوتسدام اشاره کرد.